# 明日の記憶
『明日の記憶』（あしたのきおく）は、荻原浩による日本の小説。
2004年9月に光文社から単行本が刊行された。2005年には第2回本屋大賞の第2位にランクインし、第18回山本周五郎賞を受賞。2007年11月8日に文庫化され、光文社文庫から刊行された。
2006年に渡辺謙主演、東映配給で映画化された。

## あらすじ
家庭も省みず仕事に生きる、49歳の広告代理店のやり手営業マン・佐伯雅行。仕事においては大きなクライアントとの契約が決まり、プライベートでも娘の結婚が決まるなど、順風満帆に見えた彼だが、突如物忘れが激しくなり、めまいや幻覚といった不可解な体調不良が襲う。
妻の枝実子に促され、渋々忙しい仕事の合間を縫って病院を訪れ診察を受けた結果、医師から若年性アルツハイマー病という診断を下される。知らないうちに自分の体内で起こっていた受け止めがたい現実に直面した彼は、錯乱し自暴自棄になり、病院の屋上から飛び降りようとするが、医師の必死の説得により何とか思いとどまる。
そして、屋上から階下へ戻る階段の途中で座り込み、枝実子と話し合い、2人は涙を流しながらも病気と向き合う覚悟を決める。

## 登場人物
佐伯 雅行　
広告代理店第二営業局部長。49歳。若年性アルツハイマー病にかかる。
佐伯 枝実子　
雅行の妻。病気になった夫を献身的に支える。
渡辺 梨恵（佐伯 梨恵）　
24歳の佐伯夫妻の一人娘。直也とできちゃった結婚をする。仕事一筋の父親に反発したことも。
渡辺 直也
梨恵の夫であり、設計事務所を経営する33歳の建築家。
渡辺 芽吹
梨恵の娘であり、雅行の孫娘。
園田
雅行の部下。昇進に焦りを抱く。
安藤　
雅行の部下。
生野 啓子　
雅行の部下。佐伯チームのメンバーでは23歳といちばん若く、明朗快活で部を盛り上げる華やかな存在。
河村 篤志　
大手メーカーを親会社とするIT企業「GIGA FORCE」の宣伝課長。佐伯チームの一大クライアントであり、佐伯を振り回す。
児島
学生時代の同期。48歳にして肝臓がんで死亡。佐伯が陶芸をやめた後、アマチュアでは名の通る陶芸家になっていた。
吉田 武宏　
大学病院神経内科の医師で、雅行の主治医でありアルツハイマー病治療の先駆者でもある。
木崎 茂之　
アルツハイマー病にかかった雅行が、進行を少しでも遅らせようと通う陶芸教室の先生。
しかし佐伯の病気をうまく利用し、月謝を騙し取ろうとした。
菅原 卯三郎　
奥多摩の工房「日向窯」の主人。雅行と枝実子が結婚するきっかけを作った。現在は認知症となっている。

## 映画
2006年公開映画で、渡辺謙の映画初主演作品である。渡辺は2004年11月、立ち寄ったハリウッドの書店でたまたま手にとったこの本を読み、自身が封印していた白血病の闘病生活の記憶が怖いくらいによみがえってきたと同時に、温かさを感じた。そして原作者である荻原浩に、映画化を熱望する手紙を直接送ったのが、映画化のきっかけである。
映画のスタッフロールでは、渡辺謙は「エグゼクティブ・プロデューサー」とクレジットされ、所属事務所であるケイダッシュが製作委員会に参加している。渡辺は、「難病を扱う作品であっても辛く悲しいだけの物語にはしたくない」、「作品を作るなら現代を切り取る能力がなければならない」と考え、以前『池袋ウエストゲートパーク』で一緒に仕事をした堤幸彦を監督に指名した。
第30回日本アカデミー賞で作品が優秀作品賞に選ばれ、渡辺謙が最優秀主演男優賞、樋口可南子が優秀主演賞、大島ミチルが優秀音楽賞を受賞した。第80回キネマ旬報ベスト・テン日本映画ベスト・テンでは第8位に本作が選出された。

### キャスト
- 佐伯 雅行 - 渡辺謙（若き日の雅行 - 阿部進之介）
- 佐伯 枝実子 - 樋口可南子（若き日の枝実子 - 松岡璃奈子）
- 伊東（佐伯）梨恵　- 吹石一恵
- 伊東 直也 - 坂口憲二
- 園田 - 田辺誠一
- 安藤 俊彦 - 袴田吉彦
- 生野 啓子 - 水川あさみ
- 河村 篤志 - 香川照之
- 吉田 武宏 - 及川光博
- 木崎 茂之 - 木梨憲武
- 浜野 喜美子 - 渡辺えり子
- 菅原 卯三郎 - 大滝秀治
- 馬場 敏哉 - MCU
- 長谷川局長 - 遠藤憲一
- 恩田施設長 - 木野花
- 粟野 集 - 市川勇
- 富永 雄一 - 平岳大
- 柿崎 知宏 - 松村邦洋
- 小桜セレナ
- 重泉充香
- 野添義弘
- 広澤草
- 高樹マリア
- 浅川稚広

### スタッフ
- 監督：堤幸彦
- 製作者：坂上順、川村龍夫
- エグゼクティブ・プロデューサー：渡辺謙
- 脚本：砂本量、三浦有為子
- 企画：中曽根千治
- プロデューサー：野村敏哉、中沢晋
- 音楽：大島ミチル
  - オーボエ演奏：宮本文昭
- 音楽プロデューサー：伊藤圭一
- 撮影：唐沢悟
- 照明：木村匡博
- 美術：及川一
- 録音：田中靖志
- 編集：伊藤伸行
- 助監督：丸毛典子
- サウンドデザイン：志田博英
- 音響効果：谷口広紀
- VFX：drop in company
- VFXスーパーバイザー：原田大三郎
- 英語字幕：奈良橋陽子
- 医事監修：本間昭（東京都老人総合研究所）
- スタント：佐々木修平
- 現像：東映ラボ・テック
- 取材協力：ベストライフ、I&S BBDO
- 製作プロダクション：東映東京撮影所、オフィスクレッシェンド
- 製作：「明日の記憶」製作委員会（東映、ケイダッシュ、東映ビデオ、住友商事、光文社、読売新聞、日本出版販売）
- 配給：東映

## ラジオドラマ
2006年9月11日に、TBSラジオとMBSラジオで放送された。
- 出演：森本レオ[10]、松永玲子
- 脚本：正岡謙一郎